# Danbury (Iowa)
Danbury és una població dels Estats Units a l'estat d'Iowa. Segons el cens del 2000 tenia 384 habitants.

## Demografia
Segons el cens del 2000, Danbury tenia 384 habitants, 177 habitatges, i 107 famílies. La densitat de població era de 361,6 habitants per km².
Dels 177 habitatges en un 26% hi vivien nens de menys de 18 anys, en un 53,1% hi vivien parelles casades, en un 6,2% dones solteres, i en un 39% no eren unitats familiars. En el 37,3% dels habitatges hi vivien persones soles el 27,7% de les quals corresponia a persones de 65 anys o més que vivien soles. El nombre mitjà de persones vivint en cada habitatge era de 2,17 i el nombre mitjà de persones que vivien en cada família era de 2,84.
Per edats la població es repartia de la següent manera: un 25,3% tenia menys de 18 anys, un 3,9% entre 18 i 24, un 24% entre 25 i 44, un 22,4% de 45 a 60 i un 24,5% 65 anys o més.
L'edat mediana era de 43 anys. Per cada 100 dones de 18 o més anys hi havia 73,9 homes.
La renda mediana per habitatge era de 33.409 $ i la renda mediana per família de 40.625 $. Els homes tenien una renda mediana de 27.083 $ mentre que les dones 20.938 $. La renda per capita de la població era de 21.801 $. Entorn del 8% de les famílies i el 9,3% de la població estaven per davall del llindar de pobresa.

## Poblacions més properes
El següent diagrama mostra les poblacions més properes.